# Pseudochthonius thibaudi
Pseudochthonius thibaudi är en spindeldjursart som beskrevs av Vitali-di Castri 1984. Pseudochthonius thibaudi ingår i släktet Pseudochthonius och familjen käkklokrypare. Inga underarter finns listade i Catalogue of Life.